# Dimítrisz Theofánisz
Dimítrisz Theofánisz, görögül: Δημήτρης Θεοφάνης (Návpaktosz, 1933. május 31. – Athén, 2024. augusztus 3.) válogatott görög labdarúgó, csatár, edző.

## Pályafutása

### Klubcsapatban
1954 és 1956 között az Athinaikósz, 1956 és 1966 között a Panathinaikósz labdarúgója volt. A Panathinaikósz csapatával öt görög bajnoki címet ért el.

### A válogatottban
1958 és 1962 között négy alkalommal szerepelt a görög válogatottban.

### Edzőként
1994 és 1997 között a Dóxa Víronosz, 1998–99-ben a Panejiáliosz, 2000–01-ben az Ethnikósz Pireósz vezetőedzőjeként tevékenykedett.

## Sikerei, díjai
Panathinaikósz
- Görög bajnokság
  - bajnok (5): 1959–60, 1960–61, 1961–62, 1963–64, 1964–65

## Statisztika

### Mérkőzései a görög válogatottban
| Görögország | Görögország        | Görögország                            | Görögország   | Görögország | Görögország | Görögország   | Görögország | Görögország |
| #           | Dátum              | Helyszín                               | Hazai         | Eredmény    | Vendég      | Kiírás        | Gólok       | Esemény     |
| ----------- | ------------------ | -------------------------------------- | ------------- | ----------- | ----------- | ------------- | ----------- | ----------- |
| 1.          | 1958. október 1.   | Párizs, Parc des Princes               | Franciaország | 7 – 1       | Görögország | NEK-selejtező | -           |             |
| 2.          | 1960. július 3.    | Koppenhága, Idrætsparken Stadion       | Dánia         | 7 – 2       | Görögország | barátságos    | -           | 46'         |
| 3.          | 1960. november 20. | Athén, Leofóru Alexándrasz Stadion     | Görögország   | 0 – 3       | NSZK        | vb-selejtező  | -           |             |
| 4.          | 1962. október 18.  | Néa Filadélfia, Néa Filadélfia Stadion | Görögország   | 3 – 2       | Etiópia     | barátságos    | -           |             |
|             | Összesen           |                                        |               | 4           | mérkőzés    |               | 0           | gól         |